# John Mozeliak
John Mozeliak (né le 18 janvier 1969) est un dirigeant américain de baseball. Depuis juin 2017, il occupe le poste de président des opérations baseball chez les Cardinals de Saint-Louis, une équipe de la Ligue majeure de baseball dont il a été le directeur général d'octobre 2007 à juin 2017.

## Biographie
John Mozeliak étudie à l'université d'Arizona mais gradue en finances de l'université du Colorado à Boulder.

### Rockies du Colorado
Son entrée dans le monde du baseball se fait de manière peu conventionnelle. Il est une relation de Jay Darnell, coordinateur à la vidéo des Rockies du Colorado, à l'époque une toute nouvelle franchise de la Ligue majeure de baseball. Darnell lui présente Bryn Smith, un joueur des Rockies nouvellement arrivé au Colorado et qui se cherchait un bon endroit pour pratiquer la pêche à la mouche. Mozeliak emmène Smith à la pêche et les Rockies pensent plus tard à lui lorsqu'ils réalisent qu'ils ont besoin d'un gaucher pour lancer la pratique au bâton. Le jeune Mozeliak est au départ intimidé d'être entouré de sportifs professionnels, mais il sait se rendre utile : lorsqu'il entend Darnell dire que l'instructeur des lanceurs Larry Bearnarth a besoin de meilleurs graphiques pour représenter les statistiques de ses lanceurs, Mozeliak se sert du matériel de son père, travailleur d'IBM, pour préparer un document qu'il remet au club le lendemain. Ce geste fait grande impression auprès d'un personnel d'instructeurs de la vieille école, qui ne connaît pas grand chose à l'informatique. 
Mozeliak est apprécié des membres de l'équipe, notamment du joueur des Rockies Dante Bichette, et rapidement on lui crée un poste pour en faire officiellement un employé. De fil en aiguille, Mozeliak accomplit diverses tâches, comme préparer le Hi Corbett Field, site d'entraînement printanier des Rockies, et travaille de plus en plus avec le directeur général Bob Gebhard et son adjoint Walt Jocketty.

### Cardinals de Saint-Louis

#### 1995-2007
C'est la fréquentation de Walt Jocketty qui permet à John Mozeliak de faire avancer sa carrière. En 1994, Jocketty est engagé pour être directeur-gérant des Cardinals de Saint-Louis. Après la saison 1995, il offre à Mozeliak un poste d'assistant du département de recrutement des Cardinals. Il gradue au poste d'assistant au directeur du recrutement en 1998 puis est le directeur de ce département en 1999 et 2000. Durant ces années, les Cardinals se construisent de solides assises en ligues mineures, notamment en repêchant les futures vedettes Albert Pujols au 13e tour de sélection en 1999 et Yadier Molina au 4e tour l'année suivante.

#### Depuis 2007

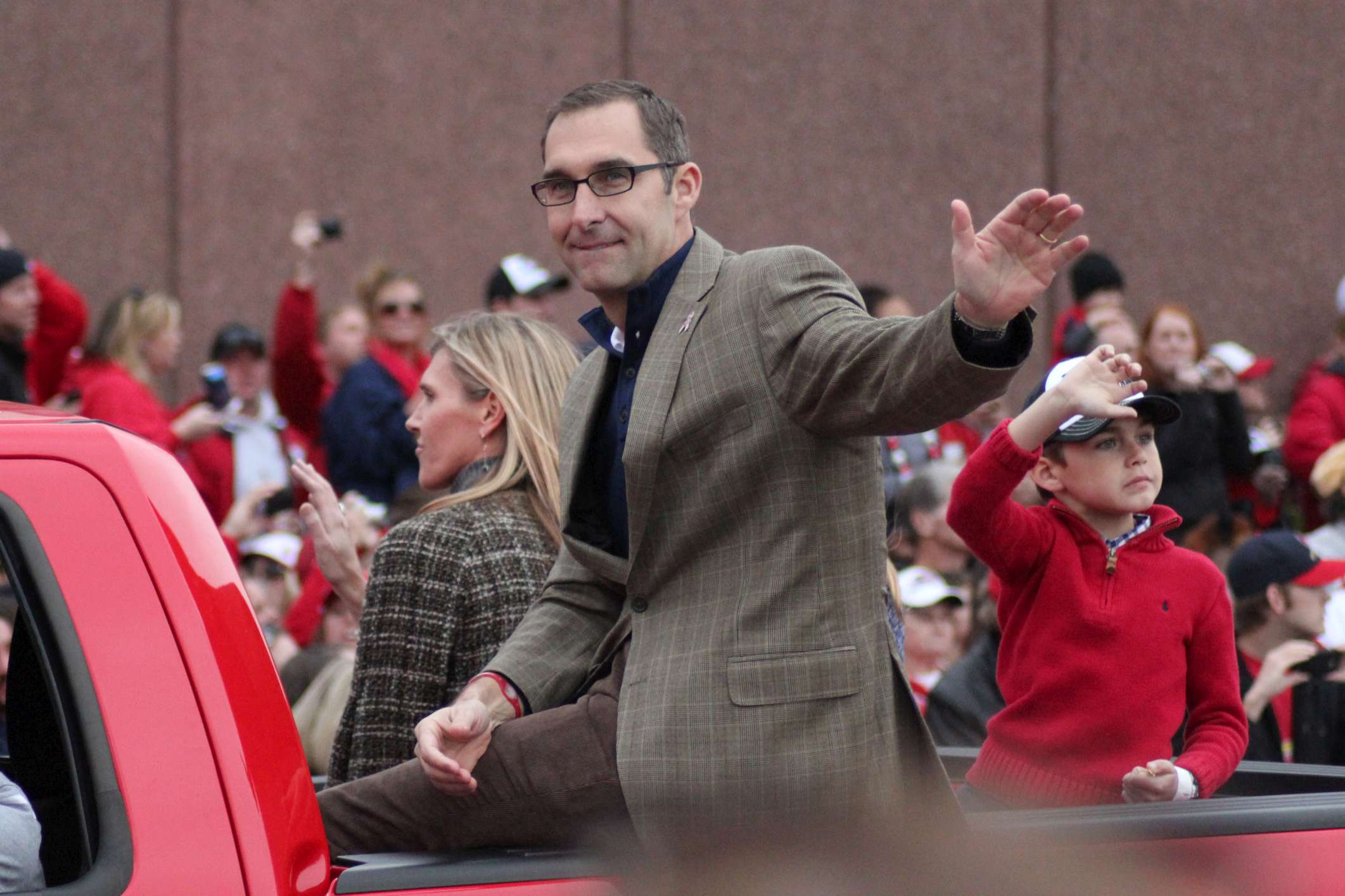
John Mozeliak lors du défilé des champions de la Série mondiale 2011 à Saint-Louis.

En 2001, Mozeliak est fait directeur des opérations baseball par les Cardinals et en 2003 il est promu assistant au directeur-gérant. Il succède à Jocketty lorsque celui-ci est remercié par le club de Saint-Louis en octobre 2007. Mozeliak est la 12e personne à occuper ce poste dans l'histoire de la franchise. Il prend les commandes d'un club qui s'inscrit constamment parmi les forces de la Ligue nationale et des majeures depuis le début du siècle. Depuis 2000, Saint-Louis s'est en effet qualifié 6 fois en 8 saisons pour les séries éliminatoires, a remporté le titre de la Ligue nationale en 2004 et a savouré la conquête de la Série mondiale 2006 pour son premier championnat depuis 1982. Les succès continuent d'ailleurs sous Mozeliak avec de nouvelles qualifications 5 fois en 6 ans entre 2009 et 2014 et au passage deux nouvelles participations à la Série mondiale : l'une gagnée en 2011 et l'autre perdue en 2013. Les Cardinals, qui continuent à la fois de se distinguer tant par leurs performances que par le développement de talents futurs, sont nommés meilleure organisation de l'année par Baseball America en 2011 et 2013.
Dès 2011, MLB.com nomme Mozeliak directeur-gérant de l'année. En 2012, le Negro Leagues Baseball Museum (en) lui remet le prix annuel Andrew « Rube » Foster (en) du meilleur directeur-gérant de la Ligue nationale. 
En avril 2014, les Cardinals lui accordent une prolongation de contrat de deux ans qui le lie maintenant au club jusqu'en 2018.

#### Transactions notables
Quelques échanges notables effectués par John Mozeliak pour les Cardinals : 
- Il échange le vétéran Jim Edmonds aux Padres de San Diego le 14 décembre 2007 contre le joueur de ligues mineures David Freese, éventuel joueur par excellence de la Série mondiale 2011 gagnée par Saint-Louis[10].
- À une semaine de la date limite des échanges en juillet 2009, les Cardinals transfèrent le premier but Brett Wallace, le voltigeur Shane Peterson et le lanceur droitier Clay Mortensen aux Athletics d'Oakland pour les services du voltigeur Matt Holliday[11]. Moins de six mois plus tard, Holliday signe un contrat de 120 millions de dollars pour 7 ans avec Saint-Louis[12].
- En juillet 2011, le voltigeur Colby Rasmus est envoyé à Toronto peu avant la date limite des échanges contre plusieurs joueurs qui aident les Cardinals dans leur conquête de la Série mondiale 2011, notamment les releveurs Marc Rzepczynski et Octavio Dotel[13].
- Le releveur droitier Edward Mujica est acquis des Marlins de Miami à la date limite des échanges 2012, en retour du joueur de troisième but des ligues mineures Zack Cox, premier choix des Cardinals au repêchage 2010[14],[15].
- Le 17 novembre 2014, les premiers choix des Cardinals aux repêchages de 2009 et 2010, respectivement le lanceur partant droitier Shelby Miller[16] et le lanceur des mineures Tyrell Jenkins[14], sont cédés aux Braves d'Atlanta pour le voltigeur étoile Jason Heyward et le releveur Jordan Walden[17].

En mars 2008, Mozeliak met sous contrat l'agent libre Kyle Lohse, un lanceur partant qui connaît quelques saisons plutôt difficiles à Saint-Louis mais est excellent en 2011 - particulièrement en éliminatoires - et 2012. Le vétéran Lance Berkman est aussi une addition au futur club champion de 2011 qui s'ajoute sur le marché des agents libres. Carlos Beltrán, engagé avant la saison 2012 pour 26 millions de dollars, donne deux bonnes années aux Cardinals. Avant la saison 2014, Mozeliak n'hésite pas à accorder un lucratif contrat de 53 millions pour 4 ans au joueur d'arrêt-court Jhonny Peralta, suspendu pour dopage l'année précédente alors qu'il portait les couleurs des Tigers de Détroit. 
Mozeliak négocie des prolongations de contrat majeures à deux piliers de la franchise. À l'aube de la saison 2012, le receveur Yadier Molina est mis sous contrat jusqu'en 2017 (avec une option pour 2018). Un an plus tard, l'étoile Adam Wainwright, joueur passé sous le radar et soutiré aux Braves d'Atlanta par son prédécesseur Jocketty en 2003, accepte des Cardinals une prolongation de contrat qui le lie au club jusqu'en 2018 : l'entente de 97,5 millions de dollars est la plus généreuse jamais accordée à un lanceur par la franchise. En revanche, Mozeliak refuse de surenchérir sur la vedette Albert Pujols, qui signe pour 10 ans à 254 millions de dollars chez les Angels de Los Angeles après la saison 2011. 
En novembre 2011, les Cardinals confient les rênes de l'équipe à Mike Matheny : devenu l'un des assistants de Mozeliak après sa retraite sportive, l'ancien joueur du club succède à Tony La Russa comme manager de l'équipe bien qu'il ne possède aucune expérience préalable dans ce rôle.
Le 30 juin 2017, les Cardinals élèvent Mozeliak au poste de président des opérations baseball des Cardinals et confient le poste de directeur général à Mike Girsch.